# San Saba (rione de Roma)

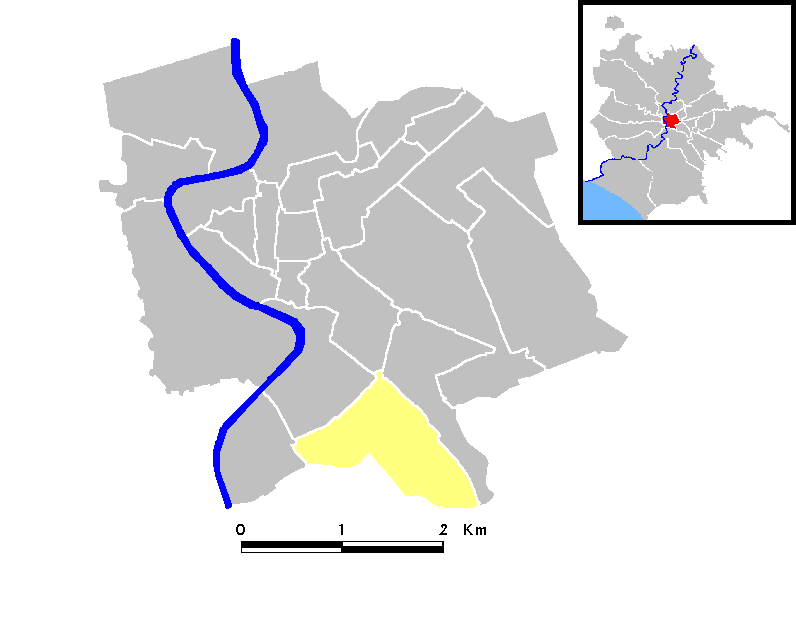
Mapa do Rione XXI - San Saba.

San Saba, chamado popularmente de Piccolo Aventino ("Pequeno Aventino"), é um dos vinte e dois riones de Roma, oficialmente numerado como Rione XXI, localizado no Municipio I. Criado recentemente, mas de urbanização muito antiga, ocupa as margens do grande pulmão verde de Roma, o "passeio arqueológico" entre as Termas de Caracala, o Circo Máximo e o Palatino. Seu nome é uma referência à basílica de San Saba e seu mosteiro anexo, por muitos séculos depois da queda do Império Romano do Ocidente, a única presença humana na região.

## História

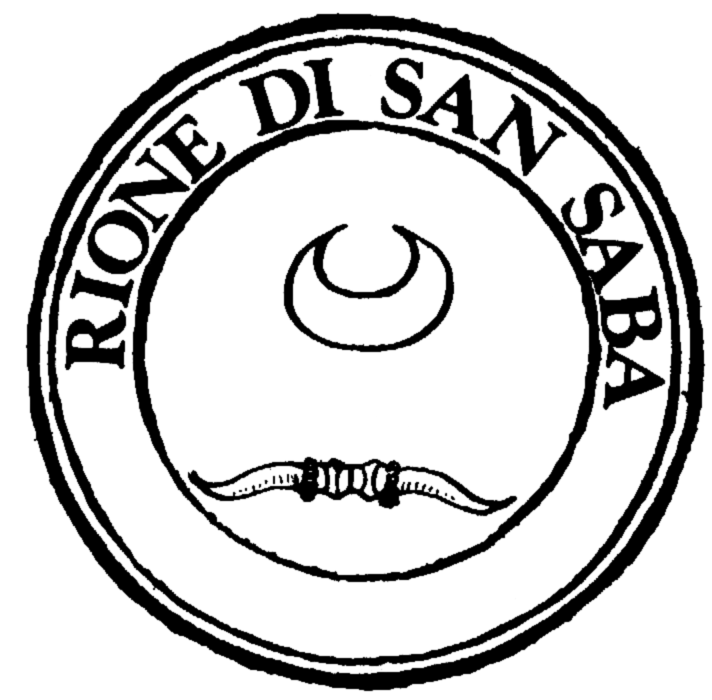
Brasão de San Saba: um par de chifres e uma lua crescente.

Por volta do século VII, alguns eremitas passaram a viver nas ruínas da caserna da IV coorte, convenientemente localizadas num local de onde era possível observar a maior parte da região sudeste da cidade, entre a moderna Porta San Paolo — chamada de Porta Ostiense pelos romanos — e a Porta San Sebastiano — a Porta Ápia dos romanos. No século VIII, monges orientais da comunidade fundada em Jerusalém por São Saba passaram a controlar o local e lá fundaram um mosteiro que, no século IX, era considerado o mais importante da cidade e de onde irradiou, por todo o século, uma dinâmica atividade diplomática entre Roma, Constantinopla e o mundo bárbaro.
O mosteiro acabou enriquecendo muito e era proprietário, entre outras coisas, dos castelos de Marino e Palo. Com o passar dos séculos, o local passou para o controle dos beneditinos de Cluny, os cistercienses e, a partir de 1573, do Colégio Germânico e Húngaro, dos jesuítas, que ainda vivem no local.

## Atualidade
Como revelam as fotos da época, no começo do século XX a igreja e o mosteiro ainda estavam numa zona rural. O primeiro planejamento urbano de Roma (1909), realizado em 1921, criou, entre outras coisas, os novos riones populares de San Saba e Testaccio, os últimos a serem incorporados no interior da muralha, ambos separados do grande rione Ripa.
Depois da unificação da Itália, o planejamento urbano de Roma como nova capital destinou a região a ser um parque verde ao longo da Passeggiata Archeologica ("Passeio Arqueológico"). Entre 1907 e 1914, o Blocco Popolare (radicais, republicanos e socialistas do prefeito Ernesto Nathan) criou o Istituto Case Popolari sul Piccolo Aventino, entre a igreja a muralha, e construiu dez lotes de edifícios residenciais destinados à "pequena burguesia", um dos últimos planos habitacionais realizados no interior das muralhas.
O rione foi projetado, assim  como as casas populares de Testaccio, pelo jovem Quadrio Pirani, e suas ruas tinham nomes de grandes arquitetos: Gian Lorenzo Bernini e Francesco Borromini, Baccio Pontelli, Palladio, Pirro Ligorio e Bramante. Situado no topo plano de uma colina, o rione é atravessado por morros e escadarias que levam até as muralhas ou ao vizinho Testaccio. As casas populares são duas villas separadas, cada uma com seus próprio jardim, e edifícios de não mais de quatro andares, com pátios espaçosos e iluminados, revestidas por uma cortina de tijolos da mesma cor da cortina da antiga igreja e das muralhas.
Mas o verdadeiro coração de San Saba é o jardim da Piazza Bernini, com suas árvores frondosas e bancos à sombra, duas fontes para cães e crianças, no meio do pequeno monumento aos mortos na Grande Guerra, o mercado matinal, o parque infantil instalado no recinto da igreja e a escola elementar de frente para a praça onde os locais votam em época de eleição. Há um quiosque, algumas mercearias, um bar e havia antigamente um cinema chamado Ruby, que agora é um pequeno teatro (Amphitryon).

## Vias e monumentos
- Piazza Albania
- Viale Aventino

### Antiguidades romanas
- Arco de Druso
- Mitreu das Termas de Caracala (ou Mitreu de Santa Balbina)
- Termas de Caracala
- Porta Capena
- Porta de São Paulo
- Porta de São Sebastião
- Termas de Caracala

## Edifícios

### Palácios evillas
- Casino Bessarione
- Casa del Dazio
- Palazzo FAO, sede da FAO, órgão das Nações Unidas
- Villino Macchi di Cèllere a San Saba

### Igrejas
- Santa Balbina all'Aventino
- Santi Nereo e Achilleo
- San Saba

Igrejas desconsagradas
- Santa Maria dell'Arco in un Torrione